# 이문주 (1884년)
이문주(李文主, 1884년 ~ 1945년 6월)는 한국의 장로교 목사이다.

## 생애
경상남도 합천 출신으로 어릴 때는 한문을 수학했다. 합천에서 전도 중이던 오스트레일리아 출신의 선교사 왕길지를 만난 것을 계기로 기독교인이 되었다.
처음에는 왕길지가 운영하던 성경학교에서 공부하다가 선교사를 돕는 순회조사가 될 수 있었고, 이들의 추천으로 평양신학교에 입학했다. 1918년에 평양신학교를 제11회로 졸업하고 경북노회에서 안수를 받은 뒤, 경상북도 칠곡군에서 목회를 시작했다. 이후 달성군과 상주군을 거쳐 대구의 대형 교회인 대구남산교회에서 시무하면서 경북 지역의 유력한 목회자로 이름을 알리게 되었다.
1936년 열린 제25회 조선예수교장로회 총회에서 총회장으로 이승길이 뽑힐 때 이문주는 부회장에 선임되었다. 이듬해 개최된 제26회 총회에서는 이문주가 총회장으로, 부회장에는 홍택기가 선임되었다. 제26회 총회에서는 배민수의 기독교 기반 농촌운동을 배격하기 위한 일제의 압력으로 농촌부가 폐지되는 일이 있었고, 배민수는 이후 개인적인 차원에서 활동하게 되었다.
이문주가 총회장으로 재임하는 동안 중일 전쟁이 발발하여 장로교단을 포함한 종교계도 전쟁 지원에 가담했다. 1939년 장로교단이 국민정신총동원조선연맹 산하에 조직한 국민정신총동원조선예수교장로회연맹에도 경북노회 대표로 참여했다. 2008년 발표된 민족문제연구소의 친일인명사전 수록예정자 명단 중 개신교 부문에 포함되어 있다.

## 같이 보기
- 대구남산교회

## 참고자료
- 김수진 (2005년 9월 20일). 〈제26회 총회장 이문주 목사 (1937-1938년)〉. 《총회를 섬겨온 일꾼들》. 서울: 한국장로교출판사. ISBN 89-398-0643-3.